# Pedies
Pedies is een geslacht van rechtvleugeligen uit de familie veldsprinkhanen (Acrididae). De wetenschappelijke naam van dit geslacht is voor het eerst geldig gepubliceerd in 1861 door Saussure.

## Soorten
Het geslacht Pedies omvat de volgende soorten:
- Pedies capotamius Cigliano & Otte, 2003
- Pedies cerropotosi Fontana & Buzzetti, 2007
- Pedies chicoensis Cigliano & Otte, 2003
- Pedies comiamius Cigliano & Otte, 2003
- Pedies huacochaus Cigliano & Otte, 2003
- Pedies huarus Cigliano & Otte, 2003
- Pedies malinchensis Cigliano & Otte, 2003
- Pedies monarca Buzzetti, Barrientos Lozano & Fontana, 2010
- Pedies siyonamius Cigliano & Otte, 2003
- Pedies tabeius Cigliano & Otte, 2003
- Pedies tericercus Cigliano & Otte, 2003
- Pedies virescens Saussure, 1861